# Laura Mærsk
Laura Mærsk  är ett danskt containerfartyg som ägs av rederiet A.P. Møller-Mærsk. Hon är det första av denna typ som kan drivas enbart med metanol.
Fartyget, som kan lasta 2 100 TEU, byggdes 2023 av Hyundai Mipo Dockyard i Ulsan i Sydkorea. Hon levererades från varvet i juni 2023 och döptes i Köpenhamn den 14 september av 
Europeiska kommissionens ordförande Ursula von der Leyen. Hon skall sättas in i feedertrafiken i Östersjön och drivas med bioetanol från Equinor.
Laura Mærsk har en licenstillverkad fartygsmaskin från MAN SE som kan drivas med både metanol och marindiesel. Bränsletankarna rymmer 1 400 kubikmeter metanol, dubbelt så stor volym som hade behövts för dieseldrift, och  räckvidden beräknas till 6 000 sjömil. Hjälpmaskinerna kan  drivas med metanol och vid kaj kan hon kopplas till landström.
Namnet Laura har lång tradition i Mærsk. När kapten Peter Mærsk Møller köpte sitt första ångfartyg år 1886 döpte han det till Laura och flera av rederiets fartyg har senare burit namnet Laura Mærsk.